# Ouragan (L9021)
Ouragan (L9021) byla doková výsadková loď Francouzského námořnictva, která byla vyřazena v roce 2007. Jednalo se o vedoucí loď třídy Ouragan.

## Výzbroj

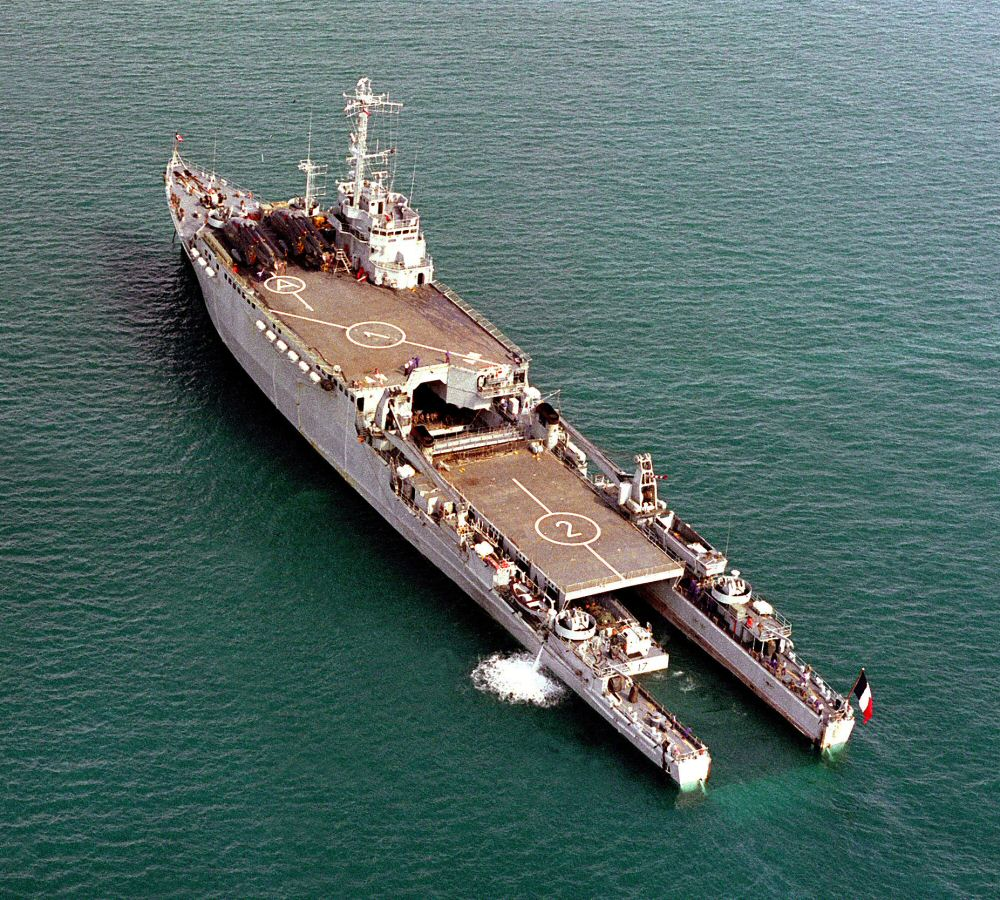
Ouragan během cvičení Dragon Hammer 90

Ouragan byla vyzbrojena dvěma dvojitými odpalovacími zařízeními Simbad pro protiletadlové řízené rakety Mistral, dvěma 40mm protiletadlovými kanóny Bofors a čtyřmi 12,7mm těžkými kulomety.